# Невеше
Невеше (пол. Niewiesze) — село в Польщі, у гміні Рудзінець Гливицького повіту Сілезького воєводства.
Населення — 212 осіб (2011).
У 1975—1998 роках село належало до Катовицького воєводства.

## Демографія
Демографічна структура станом на 31 березня 2011 року:
|          | Загалом | Допрацездатний вік | Працездатний вік | Постпрацездатний вік |
| -------- | ------- | ------------------ | ---------------- | -------------------- |
| Чоловіки | 102     | 18                 | 73               | 11                   |
| Жінки    | 110     | 15                 | 77               | 18                   |
| Разом    | 212     | 33                 | 150              | 29                   |